# Audi Quattro Trophy
De Audi Quattro Trophy was een golftoernooi van de Europese Challenge Tour. De laatste editie werd in 1998 gespeeld.

## Geschiedenis
John O'Flynn werd de eerste winnaar in 1989. In 1990 werd het toernooi gehouden in Starnberg en werd er gewonnen door Nick Godin. Ook in 1991 werd het toernooi daar georganiseerd en werd er gewonnen door de Duitser Alex Cejka. Vanaf 1992 werd het toernooi op verschillende banen gehouden. In 1992 won de Zweed Pierre Fulke en in 1993 won de Engelsman Jonathan Lomas. In 1994 en 1995 werd het toernooi georganiseerd in Golf Club Eschenried, waar gewonnen werd door Michael Campbell in 1994 en de Nederlander Joost Steenkamer in 1995.
In 1996 won de Duitser Erol Simsek en het jaar erop door de Engelsman David A Russell. In 1998 werd het toernooi gehouden op de banen van Bad Abbach en werd er gewonnen door de Italiaan Marcello Santi.
Sinds 1991 werd er ook de Audi Quattro Cup georganiseerd voor amateursporters en audiliefhebbers.

## Resultaten
| Jaar | Baan                 | Winnaar          | Score |
| ---- | -------------------- | ---------------- | ----- |
| 1989 |                      | John O'Flynn     |       |
| 1990 | Starnberg            | Nick Godin       | 274   |
| 1991 | Starnberg            | Alex Cejka       |       |
| 1992 | München West         | Pierre Fulke     | 270   |
| 1993 | Starnberg            | Jonathan Lomas   | 272   |
| 1994 | Golf Club Eschenried | Michael Campbell | 267   |
| 1995 | Golf Club Eschenried | Joost Steenkamer | 268   |
| 1996 | München              | Erol Simsek      | 268   |
| 1997 | Berlijn              | David A Russell  | 279   |
| 1998 | Bad Abbach           | Marcello Santi   | 269   |